# Khadija al-Salami
Khadija al-Salami (Saná, 11 de novembro de 1966) é uma directora e produtora de cinema iemenita, reconhecida principalmente por ser a primeira cineasta feminina desse país. Al-Salami reside na actualidade em Paris, França. Tem sido nomeada e tem ganhado vários prémios em importantes eventos relacionados com o cinema a nível mundial como o Festival Internacional de Cinema de Dubai e o Festival de Cinema Asiático de Vesoul, entre outros. Um dos seus documentários, I Am Nojoom, Age 10 and Divorced, foi eleito como o filme iemenita para participar na categoria do melhor filme de fala não inglesa na edição número 89 dos Prémios da Academia, o primeiro filme desse país a ser seleccionado para dito galardão. Ainda que o documentário não ingressou na lista final de nomeados, se considera este facto um grande lucro para a indústria do cinema do Iémen.

## Primeiros anos e educação
Na sua infância, al-Salami foi enviada a viver com familiares depois do divórcio dos seus pais depois de reiteradas cenas de violência doméstica por parte do pai. Aos onze anos, a sua avó obrigou-a a casar e foi violada pelo seu marido. Algumas semanas depois o seu esposo levou-a até ao seu tio, que a repudiou de imediato e lhe devolveu à sua mãe solteira. Ela escapou da imensa pressão da família e da sociedade ao encontrar um emprego na estação de televisão local e ao mesmo tempo a frequentar a escola pelas manhãs, actividades que lhe davam uma grande felicidade no meio da sua difícil situação. Aos 16 anos recebeu uma bolsa para cursar seus estudos secundários nos Estados Unidos. Posteriormente inscreveu-se na Escola para Mulheres de Mount Vernon em Washington, DC. Após um período no Iémen e Paris, regressou a Washington para obter o seu mestrado em comunicações na Universidade Americana. Como tese, al-Salami produziu seu primeiro filme.

## Obras
| Ano  | Obra                                             |
| ---- | ------------------------------------------------ |
| 1991 | Hadramaout: Crossroads of Civilizations          |
| 1994 | Le pays suspendu                                 |
| 1995 | Women of Islam                                   |
| 1997 | Land of Sheba                                    |
| 2000 | Yemen of a Thousand Faces                        |
| 2005 | A Stranger in Her Own City                       |
| 2006 | Amina                                            |
| 2013 | Scream                                           |
| 2014 | I Am Nojoom, Age 10 and Divorced                 |
| 2015 | La rosée du matin (francês), com Nada al-Ahdal   |
| 2016 | Jedenastoletnia zona (polaco), com Nada al-Ahdal |

## Prémios e reconhecimentos
| Festival                                  | Ano  | Prêmio                    | Categoria e/ou filme                                   |
| ----------------------------------------- | ---- | ------------------------- | ------------------------------------------------------ |
| Festival Internacional de Cinema de Dubai | 2014 | Muhr Award- Vencedora     | Melhor filme: I am Nujood, Age 10, and Divorced (2014) |
| Festival Internacional de Cinema de Dubai | 2006 | Muhr Award- Vencedora     | Melhor documentário- Prata: Amina (2006)               |
| Festival de Cinema Asiático de Vesoul     | 2006 | Prémio juvenil- Vencedora | Une étrangère dans sa ville (2005)                     |
| Festival de Cinema Asiático de Vesoul     | 2005 | Prémio juvenil- Nomeada   | Les femmes et a démocratie au Yémen (2003)             |